# Gnezjoluteranie
Gnezjoluteranie – nazwa nadana w XVIII wieku grupie teologów luterańskich z XVI wieku stojących w opozycji względem filipistów (zwolenników Filipa Melanchtona). Gnezjoluteranie opowiadali się za utrzymaniem nauczania zgodnego z teologią Marcina Lutra, byli przeciwni ich zdaniem zbyt daleko idącym kompromisom doktrynalnym. Nazwa pochodzi od greckiego słowa γνήσιος – „prawdziwy”, „prawowity”.
Gnezjoluteranie byli zwolennikami doktryny eucharystycznej wyrażonej w „niezmienionym” Wyznaniu augsburskim z 1530 roku, według której ciało i krew Chrystusa są „prawdziwie obecne” w Wieczerzy Pańskiej, a nie „prawdziwie udzielane”, jak głosi zmieniona przez Melanchtona wersja z 1540 roku. Sprzeciwiali się przypisywaniu woli ludzkiej udziału w dziele nawrócenia. Byli przeciwni ingerencji władz świeckich w wewnętrzne sprawy Kościoła. W latach 50. byli bardziej radykalni od filipistów w reformach liturgicznych i odejściu od zwyczajów katolickich, w następnym dziesięcioleciu sytuacja ta uległa zmianie. 
Chęć zażegnania sporów istniejących w XVI-wiecznym luteranizmie doprowadziła do powstania Formuły zgody.